# Maia Ramnath
Maia Ramnath é uma pesquisadora e militante anarquista que habita a cidade de Nova York. Membro do Departamento de História da Fordham University e do Instituto de Estudos Anarquistas, como também do Adalah-NY (BDS) e do South Asia Solidarity Initiative/Alliance for Justice and Accountability. 
Sua pesquisa tem como foco a história das lutas sociais no Sul da Ásia, principalmente a luta anti-colonial na India, seus cruzamentos com o movimento anarquista global e sua relevância para campo anti-autoritário contemporâneo. Em suas obras mais famosas, Haj to Utopia e Decolonizing Anarchism, Ranmanth dedicou bastante atenção ao movimento e partido Ghadar, explorando sua curiosa mistura de correntes políticas como o sindicalismo revolucionário, o Marxismo libertário, o Anarquismo e o Republicanismo; provendo portanto uma revisão da história inicial do comunismo indiano que se diferencia daquela estabelecida pela historiografia do Marxismo ortodoxo. A pesquisa de Ranmanth também é reconhecida como uma relevante contribuição ao campo da história transnacional, por seu interesse em estudar os movimentos da diáspora indiana, particularmente na América do Norte em conexão com a IWW, e seus efeitos nos movimento anti-colonial.

## Obras
- Maia Ramnath, Haj to Utopia: How the Ghadar Movement Charted Global Radicalism and Attempted to Overthrow the British Empire, Berkeley: University of California Press, 2011
- Maia Ramnath, Decolonizing Anarchism: An Antiauthoritarian History of India’s Liberation Struggle, Oakland, CA.: AK Press, 2011
- Ramnath, Maia. "Non-Western Anarchisms and Postcolonialism." The Palgrave Handbook of Anarchism. Palgrave Macmillan, Cham, 2019. 677-695.
- Ramnath, Maia. "Reading Sumit Sarkar through Anarchist History and Historiography." Economic and Political Weekly (2012): 63-69.
- Ramnath, Maia. ‘The haj to utopia’: Anti-colonial radicalism in the South Asian diaspora, 1905–1930. University of California, Santa Cruz, 2008.

## Ligações Externas
- ResearchGate Maia Ramnath